# Steve Ramon
Steve Ramon, född den 29 december 1979 i Brugge i Belgien, är en belgisk motocrossförare. Han har vunnit MX2-VM en gång, år 2003. År 2004 gick han upp en klass till MX1, då kom han fyra. År 2005 kom han också fyra, och 2006 kom han trea. År 2007 så vann han MX1. 